# Ліван на зимових Олімпійських іграх 1964
Ліван брав участь у Зимових Олімпійських іграх 1964 року в місті Інсбрук (Австрія) уп'яте за свою історію, але не завоював жодної медалі.